# Adam Stefan Sapieha
Príncipe Adam Stefan Stanisław Bonifacy Jozef Sapieha (Castillo de Krasiczyn Reino de Galitzia y Lodomeria, 1867-Cracovia, República Popular de Polonia, 1951) noble, político y eclesiástico polaco. Se destacó por ser la principal autoridad episcopal en Polonia ante la ausencia del primado de Polonia, y una de los principales símbolos de la resistencia polaca a la ocupación alemana del país.

## Biografía
Nació el 14 de mayo de 1867 en el castillo de Krasiczyn (Polonia), en el seno de una ilustre familia de la nobleza polaca de origen lituano, siendo el hijo más joven del príncipe Adam Stanisław Sapieha-Kodenski y su esposa Jadwiga Klementyna Sanguszko-Lubartowicza. Su hermano el príncipe Władysław Leon Sapieha fue el tatarabuelo de la reina Matilde de Bélgica.Uno de sus ancestros fue el magnate lituano Lew Sapieha. Por derecho propio usaba su título de príncipe Sapieha, ligado a sus títulos eclesiásticos.

## Educación y carrera eclesiástica
Después de graduarse del gymnasium de Leópolis en 1886, inicia sus estudios de leyes en la Universidad de Viena, tal como lo deseaban sus padres. Sin embargo decide simultáneamente también inscribirse a leyes en el Institut Catholique de Lille, en Francia. Luego, seguiría cursando sus estudios jurídicos en la Universidad Jagellónica de Cracovia aunque al final obtendría el título en la universidad de Viena en 1890, después de pasar los correspondientes exámenes.
Simultáneamente, junto a la carrera de derecho comienza sus estudios sacerdotales en el seminario mayor de Leopolis, concluyendolos con su ordenación sacerdotal por parte del Obispo-Príncipe Jan Puzyna de Kosielsko en 1893, incardinándose en Leopólis hasta 1895 cuando se traslada a Roma para continuar sus estudios en la Pontificia Universidad Gregoriana. Además de ello, también ingresa en la Pontificia Academia Eclesiástica de Nobles en donde estudia derecho canónico y diplomacia.
A su regreso, es nombrado vicerrector del seminario mayor de Leopólis, y luego asume el puesto de rector. Sin embargo, debido a fuertes desencuentros respectivos a la formación de los seminaristas lo orillan a la renuncia. Decide trasladarse a Estados Unidos por medio año, para después ser nombrado párroco de la congregación de San Nicolás, y con posterioridad es nombrado canónigo del capítulo de la catedral de Leopolis en 1902. Para 1905 sería nombrado Chambelán de su santidad, desempeñando diferentes labores diplomáticas de manera secreta sobre diferentes cuestiones eclesiásticas en la región polaca controlada por Austria-Hungría (Galitzia y Lodomeria) y también en la Polonia rusa (Polonia del Congreso)

## Episcopado
En el año de 1911 el gobierno austrohúngaro lo propone como obispo de Cracovia, a lo cual accede la santa sede, siendo nombrado para esta sede episcopal, y consagrado por el mismo papa Pio X en la capilla sixtina, para suceder al príncipe-cardenal Puzyna de Kosielsko, fallecido en septiembre de ese mismo año. Su trabajo pastoral en los primeros años estaría orientado a reforzar principalmente la estructura de la diócesis de Cracovia, estableciendo obras de beneficencia, pero sometiéndose a las autoridades Austro-Húngaras. Esta situación se mantuvo incluso durante la Primera Guerra Mundial en la cual siempre mostró una fuerte oposición al mariscal Piłsudski y sus planes de establecer un ejército nacional polaco. Sin embargo, durante los años de guerra crea y preside el "comité de ayuda del príncipe-obispo para las víctimas de guerra", brindando asistencia sanitaria y social a gran parte de la región de Galitzia devastada por la guerra.
Sin embargo, su lealtad con Austria-Hungría se vería evidenciada cuando negó que Henryk Sienkiewicz fuera sepultado en Wawel, aunque posteriormente el arzobispo Aleksander Kakowski autorizara su sepultura en la catedral de San Juan de Varsovia.

### Independencia y Segunda República
Después de la independencia de Polonia y la integración de la región de Galitzia al nuevo estado polaco, el obispo Sapieha mostró en un comienzo una actitud recelosa (aun cuando presidió personalmente la acción de gracias por la restauración de Polonia en la Catedral de Wawel, en 1918), enfrenténdose al legado apostólico papal, monseñor Achille Ratti y oponiéndose a la suscripción de un concordato entre la recién conformada Segunda República Polaca y la Santa Sede, debido a sus temores de que la iglesia en Polonia tuviera que someterse al poder estatal. Así mismo este conflicto se había extendido al derecho de primacía tradicional: mientras algunos obispos apoyaban la reclamación del arzobispo de Varsovia y exregente Aleksander Kakowski al título de «Primado de Polonia», otra parte del episcopado polaco insistía en que el título de primado debía de recaer en el arzobispado de Gniezno, dirigido por Edmund Dalbor. La tensión llegó a tal punto que durante el sínodo de obispos en Gniezno el propio Sapieha exigió la salida del legado papal, afirmando que: 

la iglesia polaca quiere resolver sus asuntos sin influencia externa.

El legado apostólico en Polonia no olvidaría este insulto ni siquiera cuando fue elegido papa. Durante todo su pontificado, Pío XI se negaria a concederle la dignidad cardenalicia al príncipe-obispo polaco.
Entrada la década de los años 1920, es elegido como senador por Galitzia, por parte de la "Unión Cristiana Nacional", una coalición de partidos conservadores y demócrata-cristianos que participarían en las elecciones legislativas de 1922. Sin embargo, su única intervención política destacada fue una declaración de repudio por el asesinato del presidente Gabriel Narutowicz en 1922. Al año siguiente, y debido la incompatibilidad de su carrera política con el ministerio eclesiástico, renuncia a su curul en el senado.

### Primer arzobispo de Cracovia
En el año de 1925, la diócesis de Cracovia es ascendida a arquidiócesis metropolitana por Pio XI, por lo que Sapieha recibe el palio en la catedral de Wawel al año siguiente, de manos del obispo de Tárnow. Sin embargo, sus enfrentamientos con el mariscal Piłsudski aumentarían, siendo uno de los principales opositores al régimen de la Sanacja, y denunciando reiteradamente la persecución política a la cual el mismo régimen militar estaba sometiendo a los disidentes. Con la muerte del mariscal, la rivalidad no disminuiria sino que aumentaría: aun con cierta renuencia admitió su sepultura en la cripta de San Leonardo (aunque Sapieha había dicho que sería "de manera provisional") en la catedral de Wawel cuando el mariscal murió en 1935, pero dos años después ordenó que el féretro del mariscal fuera trasladado a una cripta bajo el campanario de la catedral, cosa que generó un airado reclamo por parte del gobierno, dirigido por el presidente Ignacy Mościcki al príncipe-arzobispo. El escándalo trascendió al nuncio apostólico Filippo Cortesi, quien instó al arzobispo a que firmara una nota de disculpa, zanjando el problema sin ningún tipo de inconveniente.
Para 1939 presenta su carta de renuncia, aduciendo que su edad avanzada le impediría desarrollar su ministerio episcopal más sin embargo con el advenimiento de la Segunda Guerra Mundial, decide retirarla.

### Jefe virtual del episcopado polaco
Con el exilio del cardenal Hlond en Francia, el príncipe-arzobispo Sapieha se convirtió en la principal autoridad eclesiástica en Polonia. Su posición frente a las autoridades ocupantes fue demasiado delicada, por lo que tomó varias medidas como evacuar el tesoro de la catedral y las obras de arte más valiosas a su residencia privada. Luego, obligado por las autoridades ocupantes entrega las llaves de Wawel al gobernador general Hans Frank. Sus esfuerzos durante la guerra se limitarian a mantener un tenso y delicado equilibrio para evitar un mayor derramamiento de sangre, y preservar la integridad de la iglesia polaca durante el tiempo que durara la ocupación. Además de esto, resucitó su comité cívico de beneficencia, aunque este cerraría al poco tiempo. Sin embargo, a través del consejo central de bienestar, única organización benéfica reconocida por los ocupantes alemanes, consigue canalizar ayuda en especie a través del nuncio apostólico en Suiza.
Aun cuando sus llamados a un trato más justo para los polacos fueron desoidos, el príncipe-arzobispo Sapieha se convirtió en un símbolo de resistencia. Mantuvo correspondencia secreta tanto con el Gobierno en el exilio como con la santa sede a la cual informaba sobre las condiciones cada vez más duras en las cuales la iglesia en Polonia seguía sosteniéndose. De manera clandestina ordenó la emisión de certificados de bautismo falsos para salvar a varios judíos de la persecución aun cuando esto podría repercutir en su propia integridad. Con posterioridad, las autoridades alemanas ordenaron el cierre del seminario mayor de cracovia, aunque Sapieha lo reorganiza para que funcione de manera clandestina. Es en este seminario clandestino en el cual Karol Jozef Wojtyla cursaría su carrera al sacerdocio hasta su ordenación de manos del propio príncipe-arzobispo Sapieha en 1946.

### Cardenalato
Fue nombrado cardenal por el papa Pío XII en el consistorio del 18 de febrero de 1946 con el título de cardenal presbítero de Santa Maria Nuova et Santa Francesca Romana, junto con otros prelados de varios naciones recientemente liberadas de la ocupación nazi. Previamente, había asumido todas las riendas de la iglesia en la Polonia recién liberada, convocando un sínodo general de obispos en Częstochowa para evaluar la situación después de la liberación. Así mismo, rindió testimonio ante el tribunal de crímenes de guerra establecido en Cracovia. Con el regreso del cardenal Hlond a Polonia, el ahora príncipe-cardenal Sapieha entrega toda la administración y manejo de la iglesia católica en Polonia a este último.

## Últimos años
Con el peso de los años afectándole profundamente, el cardenal Sapieha se ve enfrentado a las nuevas autoridades comunistas de la flamante República Popular de Polonia, en especial después de la suspensión del concordato. En el año de 1948 emite una declaración conjunta con el primado Hlond insistiendo en la necesidad de un diálogo entre la iglesia y el gobierno basándose en la coexistencia pacífica. A sugerencia del propio Sapieha, el obispo de Lublin Stefan Wyszyński sería designado como nuevo primado y arzobispo de Varsovia.
Los desencuentros entre la iglesia y el gobierno comunista llegaron a tal punto que el propio príncipe-cardenal Sapieha declaró públicamente:

En caso de ser arrestado, por la presente declaro que todas mis declaraciones, solicitudes y admisiones hechas en el mismo son falsas. Incluso si fueron entregados a los testigos, firmados, no son gratuitos y no los acepto como míos.

Esto se evidenciaria especialmente después de la farsa judicial contra la Curia de Cracovia, iniciada dos años después de su fallecimiento.
Ya en una edad avanzada, y después de 40 años de episcopado, el príncipe-cardenal Sapieha fallecería en el palacio arzobispal de Cracovia. Le sucedería interinamente el arzobispo de Leopólis, Eugeniusz Baziak. Su funeral, celebrado en la catedral Wawel, se convertiría en una demostración política de oposición al nuevo régimen. Su cuerpo descansa en la cripta bajo el altar de San Estanislao de Cracovia en la catedral de Wawel.
Como dato final, sería el último prelado polaco de familia noble en la historia de Polonia y el último príncipe-arzobispo por derecho propio (sin ser jefe de Estado) en Europa.

## En la cultura popular
Ha sido representado en diferentes miniseries vinculadas a la vida de Juan Pablo II hechas por diferentes productoras. El actor James Cromwell lo representa en la miniserie de la CBS sobre el papa Juan Pablo II del 2005.
| Predecesor: Jan Puzyna de Kosielsko           | obispo de Cracovia 1911-1925    | Sucesor: el mismo como Arzobispo de Cracovia                                                                  |
| Predecesor: él mismo, como Obispo de Cracovia | Arzobispo de Cracovia 1925-1951 | Sucesor: Eugeniusz Baziak, como administrador Apostólico y luego Karol Jozef Wojtila como Arzobispo, en 1964. |